# Tomás Rolán
Tomás Rolán, vollständiger Name Tomás Rolán Barrios (* 13. Januar 1936 in Rocha; † 9. Januar 2014 in Avellanda, Argentinien) war ein uruguayischer Fußballspieler.

## Karriere

### Verein
Der sowohl offensiv als auch defensiv eingesetzte, "Negro" genannte Rolán war der Großonkel des Fußballspielers Diego Rolán. Er stammte aus bescheidenen Verhältnissen. Die Familie zog nach Pocitos, als er fünf Jahre alt war. Rolán begann mit dem Fußballspielen auf Vereinsebene 1947 bei Campbell, einem Klub seines Barrios. 1951 schloss er sich dem Danubio FC in Montevideo an. Dort gehörte er zunächst der Mannschaft der "Cuarta División" an und holte mit dem Team 1952 die erste Doppel-Meisterschaft der Klubgeschichte im Juniorenbereich, als man sowohl das Torneo Preparación als auch das Torneo Uruguayo gewann. Zu Roláns Mannschaftskameraden gehören dabei unter anderem die Junioren-Südamerikameister von 1954 Enrique Carlos Cruz, Eustaquio Claro und Ramón Cruz sowie Luis Desevo. Er war ab 1952 in der Mannschaft der Tercera División aktiv und kam parallel dazu in der Reserve zum Einsatz. Sein Debüt in der Ersten Mannschaft des Erstligisten feierte er nach Angaben der El País 1954 in einer Partie gegen Sud América. Sein damaliger Verein führt sein Debüt allerdings erst für das Jahr 1955 unter dem seinerzeitigen Trainer Juan Carlos Corazzo. Jedoch konnte er sich nicht auf Anhieb durchsetzen, sein "Durchbruch" erfolgte erst später. 1958 sicherte er sich mit den Montevideanern die Vizemeisterschaft des Torneo Competencia. 1960 wechselte nach Argentinien zu Independiente de Avellaneda. Dabei erfolgte der Transfer zunächst auf Leihbasis für eine Transfersumme von 165.000 Peso. Die beinhaltete Kaufoption war auf 420.000 Peso beziffert. Für die Argentinier, bei denen er als linker Verteidiger eingesetzt wurde, spielte er bis 1966 in der Primera División. Während dieses Zeitraums gewann er mit der Mannschaft 1960 und 1963 die argentinische Landesmeisterschaft, 1964 und 1965 siegte sein Klub zudem in der Copa Libertadores. In den beiden Finalspielen des ersten Triumphs wirkte er in der Startaufstellung mit. 1964 verletzte er sich in der ersten Final-Partie gegen Inter Mailand um den Weltpokal 1964 schwer. Diese Verletzung bedingte letztlich später sein Karriereende. Allerdings folgten nach seinem Engagement bei Independiente noch Stationen bei Deportivo Español und Olimpo de Bahía Blanca. Er verstarb wenige Tage vor seinem 78. Geburtstag im Hospital Fiorito in Avellanda.

### Nationalmannschaft
Rolán gehörte während der WM-Qualifikation für die Fußball-Weltmeisterschaft 1958 der Nationalmannschaft Uruguays an. Bei der 0:2-Niederlage gegen Argentinien am 30. April 1958 wirkte er nach seiner Einwechselung für Luis Miramontes mit.

### Erfolge
- Copa Libertadores: 1964, 1965
- Argentinischer Meister: 1960, 1963